# Blatec (ort i Tjeckien, Olomouc)
Blatec är en ort i Tjeckien.   Den ligger i regionen Olomouc, i den östra delen av landet, 210 km öster om huvudstaden Prag. Blatec ligger 224 meter över havet och antalet invånare är 579.
Terrängen runt Blatec är platt.Runt Blatec är det ganska tätbefolkat, med 93 invånare per kvadratkilometer. Närmaste större samhälle är Olomouc, 7,5 km norr om Blatec. Trakten runt Blatec består till största delen av jordbruksmark.